# رودخانه تستا
رودخانه تستا (به انگلیسی: Teesta River) یک رود در هند است که در استان راج‌شاهی واقع شده‌است.